# Escopetarra

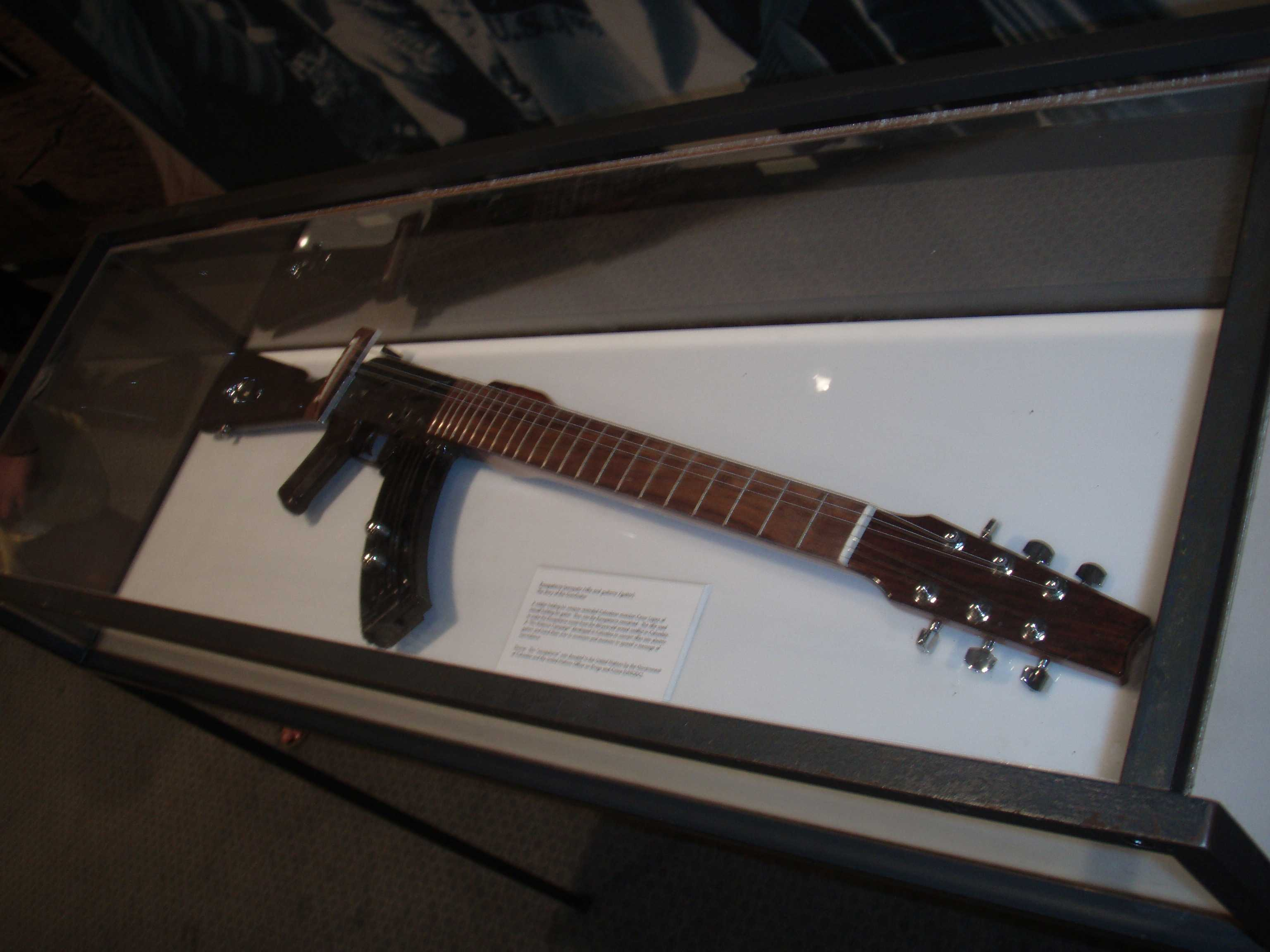
Escopetarra expusă la sediul Naţiunilor Unite.

Escopetarra este o chitară având la baza structurei sale o armă modificată, utilizată ca simbol al păcii. Numele este un portmanteau al cuvintelor spaniole escopeta (armă) și guitarra (chitară).
Escopetarra a fost inventată de activistul, columbian, pentru pace César López la o adunare în 2003 după El Nogal Club bombing în Bogotá, când a văzut un soldat ținând în mînă o armă asemănătoare unei chitare. Prima escopetarră a fost fabricată în 2003 din părțile componente ale unui Winchester și un Stratocaster
Inițial deținea cinci escopetarre construite de lutieriul columbian Alberto Paredes, patru dintre ele au fost donate muzicienilor Juanes și Fito Páez, Programului Națiunilor Unite pentru Dezvoltare, și administrației municipiului Bogotá. Juanes și-a vândut mai târziu escopetarra la licitație, în Beverly Hills, pentru suma de 17.000 USD. Escopetarra donată Națiunilor Unite a fost expusă în 2006, la conferința pentru dezarmare.
În 2006, López mai procură 12 AK-47, având în plan să le transforme în escopitarre, pentru a le dărui unor celebrități în domeniul muzicii, cum ar fi Shakira, Carlos Santana și Paul McCartney, precum și liderului spiritual Dalai Lama. Oferta a fost refuzaztă de oamenii lui Dalai Lama, considerând inadecvată dăruirea unei arme, dar López a declarat că va încerca să-și facă gestul explicit.